# Apelrost
Apelrost (Gymnosporangium tremelloides) är en parasitsvamp som lever på äppelträds blad. Under sommaren och hösten bildar svampen på blad, grenar och frukter gulröda geléartade klumpar.